# Liste irischer Komponisten klassischer Musik
Dies ist eine alphabetische Liste irischer Komponisten klassischer Musik.
A
- Michael Alcorn (* 1962)

B
- Michael William Balfe (1808–1870)
- Gerald Barry (* 1952)
- Ed Bennett (* 1975)
- Seóirse Bodley (1933–2023)
- Brian Boydell (1917–2000)
- Ina Boyle (1889–1967)
- John Buckley (* 1951)
- John Wolf Brennan (* 1954)
- Thomas O’Brien Butler (1861–1915)

C
- (Charles) Thomas Carter (≈1735–1804)
- Thomas Carter (1769–1800)
- Patrick Cassidy (* 1956)
- Rhona Clarke (* 1958)
- Philip Cogan (1750–1833)
- Rhoda Coghill (1903–2000)
- Thomas Simpson Cooke (1782–1848)
- Frank Corcoran (* 1944)

D
- Shaun Davey (* 1948)
- Raymond Deane (* 1953)
- Donnacha Dennehy (* 1970)
- Roger Doyle (* 1949)
- Matthew Dubourg (1703–1767)
- Arthur Duff (1899–1956)
- Benjamin Dwyer (* 1965)

E
- Michele Esposito (1855–1929)

F
- Hormoz Farhat (1929–2021)
- Eibhlís Farrell (* 1953)
- Howard Ferguson (1908–1999)
- John Field (1782–1837)
- Aloys Fleischmann (1910–1992)
- David Flynn (* 1977)

G
- Thomas Augustine Geary (1775–1801)
- Patrick Gilmore (1829–1892)
- John William Glover (1815–1899)
- Theodor Gmür (1859–1929)
- Deirdre Gribbin (* 1967)
- Wellington Guernsey (1817–1885)

H
- Carl Hardebeck (1869–1945)
- Hamilton Harty (1879–1941)
- Arthur Hervey (1855–1922)
- Herbert Hughes (1882–1937)

J
- Fergus Johnston (* 1959)

K
- William Henry Kearns (1794–1846)
- Vincent Kennedy (* 1962)
- Michael Kelly (1762–1826)
- T. C. Kelly (1917–1985)
- John Kinsella (1932–2021)
- Garth Knox (* 1956)

L
- John Francis Larchet (1884–1967)
- Samuel Lover (1797–1868)

M
- Philip Martin (* 1947)
- Frederick May (1911–1985)
- Michael McGlynn (* 1964)
- Paul McSwiney (1856–1890)
- James Lynam Molloy (1837–1909)
- Peter K. Moran (1767–1831)
- Gráinne Mulvey (* 1966)

N
- Alicia Adélaide Needham (1863–1945)
- Havelock Nelson (1917–1996)

O
- Turlough O’Carolan (1670–1738)
- Robert O’Dwyer (1862–1949)
- Kane O’Hara (1711/12–1782)
- Eoin O’Keeffe (* 1979)
- Joseph O’Kelly (1828–1885)
- Arthur O’Leary (1834–1919)
- Jane O’Leary (* 1946)
- Seán Ó Riada (1931–1971)
- George Alexander Osborne (1806–1893)

P
- Geoffrey Molyneux Palmer (1882–1957)
- A. J. Potter (1918–1980)

R
- Joseph Robinson (1815–1989)
- William Michael Rooke (1794–1847)

S
- Charles Villiers Stanford (1852–1924)
- John Andrew Stevenson (1761–1833)
- Robert Prescott Stewart (1825–1894)

T
- Hope Temple (1859–1938)
- George William Torrance (1835–1907)
- Joan Trimble (1915–2000)

V
- Gerard Victory (1921–1995)
- Kevin Volans (* 1949)

W
- Jennifer Walshe (* 1974)
- Ian Wilson (* 1964)
- James Wilson (1922–2005)
- Charles Wood (1866–1926)
- Richard Woodward (1743/44–1777)